# PhysX
PhysX es un motor propietario de capa de software intermedia (middleware) y un kit de desarrollo diseñados para llevar a cabo cálculos físicos muy complejos. Conocido anteriormente como el kit de desarrollo de software de NovodeX, fue originalmente diseñado por AGEIA y tras la adquisición de AGEIA, es actualmente desarrollado por Nvidia e integrado en sus chip gráficos más recientes.
El término PhysX también puede referirse a una tarjeta con unidad de procesamiento de física (PPU, por sus siglas en inglés) la cual proporciona aceleración de hardware cuando es integrada en tarjetas gráficas (estas tarjetas liberan al procesador de tareas propias del renderizado de imagen proporcionando una mayor tasa de fotogramas por segundo). Por tanto, es importante saber si está hablando de la parte hardware o de la software (middleware) cuando haya una referencia al término PhysX dado que es fuente común de confusión. 
Los motores físicos de middleware permiten a los desarrolladores de videojuegos abstraerse durante el desarrollo, ya que PhysX proporciona funciones especializadas en simulaciones físicas complejas, lo cual da como resultado una alta productividad en la escritura de código.
El 20 de julio de 2005, Sony firmó un acuerdo con AGEIA para usar la SDK de NovodeX en la consola PlayStation 3. Esto provocó que muchos desarrolladores empezaran a crear juegos muy complejos, antes impensables, gracias a esta tecnología. AGEIA afirmó que el PhysX era capaz de realizar estos procesos de cálculos físicos cien veces mejor que cualquier procesador creada anteriormente.

## PPU
Una Unidad de Procesamiento de Física es un procesador especialmente diseñado para llevar a cabo cálculos físicos en un entorno 3D de videojuego. Procesos como partículas, humo o colisiones son ahora calculados y desarrollados por la PPU, en lugar de ser animaciones pre-diseñadas como se hacía hace unos años.

## Especificaciones
- 125 millones de transistores.
- 182 mm² de tamaño.
- Memoria: 128 MB GDDR3 RAM en interfaz de 128 bits.
- Versiones de Asus y BFG tienen 128 MB GDDR3 RAM.
- Interfaz: PCI
- Sphere: 530 millones por segundo (capacidad máxima).
- Convex: 530 000 por segundo (capacidad máxima).
- Ancho de banda de Instrucciones (picos): 20 billones por segundo.
- Las tarjetas de Nvidia que soportan PhysX son las series GeForce 8 en adelante. También lo soportan las tarjetas gráficas de portátiles desde la Serie 8M en adelante (En ambos casos, siempre y cuando tengan al menos 32 núcleos de procesamiento y 256 MB de memoria de vídeo dedicada).

## Lista de tarjetas gráficas que soportan PhysX
| GeForce 8            | GeForce 9         | GeForce 100     | GeForce 200     | GeForce 300      | GeForce 400     | GeForce 500        | GeForce 600        | GeForce 700             | Geforce 900         | Geforce 10 series    |
| -------------------- | ----------------- | --------------- | --------------- | ---------------- | --------------- | ------------------ | ------------------ | ----------------------- | ------------------- | -------------------- |
| GeForce 8400 GS      | GeForce 9500 GS   | GeForce GT 120  | GeForce 210     | GeForce GT 320   | GeForce GT 430  | GeForce GT 520     | GeForce GT 610     | Geforce GT 705          | Geforce GTX 950     | Geforce GT 1030      |
| GeForce 8600 GS      | GeForce 9500 GT   | GeForce GT 130  | GeForce GT 220  | GeForce GT 330   | GeForce GT 440  | GeForce GT 530     | GeForce GT 620     | GeForce GT 710-740      | Geforce GTX 960     | Geforce GTX 1050     |
| GeForce 8600 GT      | GeForce 9600 GSO  | GeForce GTS 150 | GeForce GT 240  | GeForce GT 340   | GeForce GTS 450 | GeForce GT 545     | GeForce GT 630     | GeForce GTX 745         | Geforce GTX 970     | Geforce GTX 1050 Ti  |
| GeForce 8600 GTS     | GeForce 9600 GT   |                 | GeForce GTS 240 | GeForce GTS 360M | GeForce GTX 460 | GeForce GTX 550 Ti | GeForce GT 640     | GeForce GTX 750/750 Ti  | Geforce GTX 980     | Geforce GTX 1060     |
| GeForce 8800 GS      | GeForce 9800 GT   |                 | GeForce GTS 250 |                  | GeForce GTX 465 | GeForce GTX 560    | GeForce GTX 650 Ti | GeForce GTX 760/760 Ti  | GeForce GTX 980 Ti  | Geforce GTX 1070     |
| GeForce 8800 GT      | GeForce 9800 GTX  |                 | GeForce GTX 260 |                  | GeForce GTX 470 | GeForce GTX 560Ti  | GeForce GTX 660Ti  | Geforce GTX 770         |                     | Geforce GTX 1070 Ti  |
| GeForce 8800 GTS     | GeForce 9800 GTX+ |                 | GeForce GTX 275 |                  | GeForce GTX 480 | GeForce GTX 570    | GeForce GTX 670    | Geforce GTX 780/780 Ti  |                     | Geforce GTX 1080     |
| GeForce 8800 GTS 512 | GeForce 9800 GX2  |                 | GeForce GTX 280 |                  |                 | GeForce GTX 580    | GeForce GTX 680    | Geforce GTX Titan       | Geforce GTX Titan X | Geforce GTX 1080 Ti  |
| GeForce 8800 Ultra   |                   |                 | GeForce GTX 285 |                  |                 | GeForce GTX 590    | GeForce GTX 690    | Geforce GTX Titan Black |                     | Geforce GTX Titan X  |
|                      |                   |                 |                 |                  |                 |                    | GeForce GTX Titan  | Geforce GTX Titan Z     |                     | Geforce GTX Titan Xp |

## Afiliados
- DirectX
- BFG Technologies
- Asus
- EVGA
- XFX
- Gigabyte
- MSI

## Títulos soportados
AGEIA habla ya de más de cien títulos que puedan aprovechar las cualidades de su procesador de física; algunos de ellos son los siguientes.
| - 2 Days to Vegas - Adrenalin 2: Rush Hour - Age of Empires III - Alpha Prime - Alice: Madness Returns - APB - Assassin's Creed IV: Black Flag - Auto Assault - Backbreaker - Batman: Arkham Asylum - Batman: Arkham City - Batman: Arkham Origins - Batman: Arkham Knight - B.A.S.E. Jumping - Bet on Soldier: Blackout Saigon - Bet on Soldier: Blood of Sahara - Bet on Soldier: Blood Sport - Beowulf: The Game - Bladestorm: The Hundred Years' War - Borderlands 2 - Borderlands: The Pre-Sequel - Brothers in Arms: Hell's Highway - Captain Blood - CellFactor: Combat Training - CellFactor: Revolution - City of Villains - Control - Crazy Machines 2 - Cryostasis: Sleep of Reason - Dark Physics - Desert Diner - Dragonshard - Dusk 12 - Empire Above All - Empire Earth III - Entropía Universe - Fallen Earth - Fallout 4 (en el parche 1.3) - Frontlines: Fuel of War - Fury - Gears of War - Gears of War 2 - Race Driver: Grid - Gluk'Oza: Action - GooBall - Gothic 3 - Gunship Apocalypse - Hero's Journey - Hour of Victory - Huxley - Infernal - Inhabited island: Prisoner of Power - Joint Task Force - Kuma\War - Life Is Strange - Lords of the Fallen - Magic ball 3 - Mafia II - Mass Effect - Mass Effect 2 | - Medal of Honor: Airborne - Metro 2033 - Metro: Last Light - Mirror's Edge - Mobile Suit Gundam: Crossfire - Monster Madness: Battle for Suburbia - Monster Truck Maniax - Myst Online: Uru Live - Nights: Journey of Dreams - Nurien - Open Fire - Paragraph 78 - Pirates of the Burning Sea - Prince of Persia - PT Boats: Knights of the Sea - Rail Simulator - Resident Evil 5 - Red Steel - Rise of Nations: Rise of Legends - Robert Ludlum's The Bourne Conspiracy - Roboblitz - Sacred 2 - Shadowgrounds: Survivor - Sherlock Holmes: The Awakened - Showdown: Scorpion - Silverfall - Super Smash Bros Ultimate - Sovereign Symphony - Sonic and the Secret Rings - Sonic Colors - Speedball 2 - Stoked Rider: Alaska Alien - Switchball - Tensión - The Hunt - The Stalin Subway - Tom Clancy's Ghost Recon Advanced Warfighter - Tom Clancy's Ghost Recon Advanced Warfighter 2 - Tom Clancy's Rainbow Six: Vegas - Tom Clancy's Splinter Cell: Double Agent - Tortuga: Two Treasures - Trine - Turok (videojuego) - Two Worlds - Ultra Tubes - Unreal Tournament 3 - Unreal Tournament 3: Extreme Physics Mod - Valkyria Chronicles - Warfare - Warframe - Warmonger: Operation Downtown Destruction - W.E.L.L. Online - Winterheart's Guild - Wolverine Origins - WorldShift - X-Morph: Defense |